# Podul (povestire)
„Podul” (în germană Die Brücke) este o povestire scrisă de Franz Kafka în perioada decembrie 1916 - ianuarie 1917 și publicată postum de Max Brod în volumul Beim Bau der Chinesischen Mauer (1931). În această scurtă povestire parabolă narată la persoana I un drumeț se apropie de un pod aflat peste o prăpastie, la o înălțime inaccesibilă, și, sărind cu ambele picioare pe el, îi provoacă prăbușirea.
A fost unul dintre primele texte scrise de Kafka în perioada în care a locuit într-o casă de pe Alchimistengasse nr. 22 (actuala Zlatá ulička) din Praga, împreună cu sora lui, Ottla, și separat de părinții lui. În acel moment, scriitorul trăia o nouă poveste de dragoste cu Felice Bauer din Berlin.

## Rezumat
Peste o prăpastie aflată la o înălțime inaccesibilă exista un pod care nu era trecut încă pe nici o hartă. Acest pod aștepta prima persoană care să se încumete să ajungă acolo și să calce pe el. La sfârșitul unei după-amiezi, pe înserate, s-a auzit un pas de om, iar podul s-a pregătit cu îngrijorare să înfrunte curajul omului. Această persoană s-a apropiat, i-a încercat soliditatea cu vârful bastonului, s-a uitat câtva timp în jur și apoi a sărit cu ambele picioare pe pod, provocându-i o „durere sălbatică”. Podul a vrut să se întoarcă pentru a privi mai atent această persoană. Făcând acest lucru, el a început să cadă și s-a prăbușit „destrămat și străpuns” de rocile ascuțite ale pârâului din adâncuri.

## Scriere și publicare

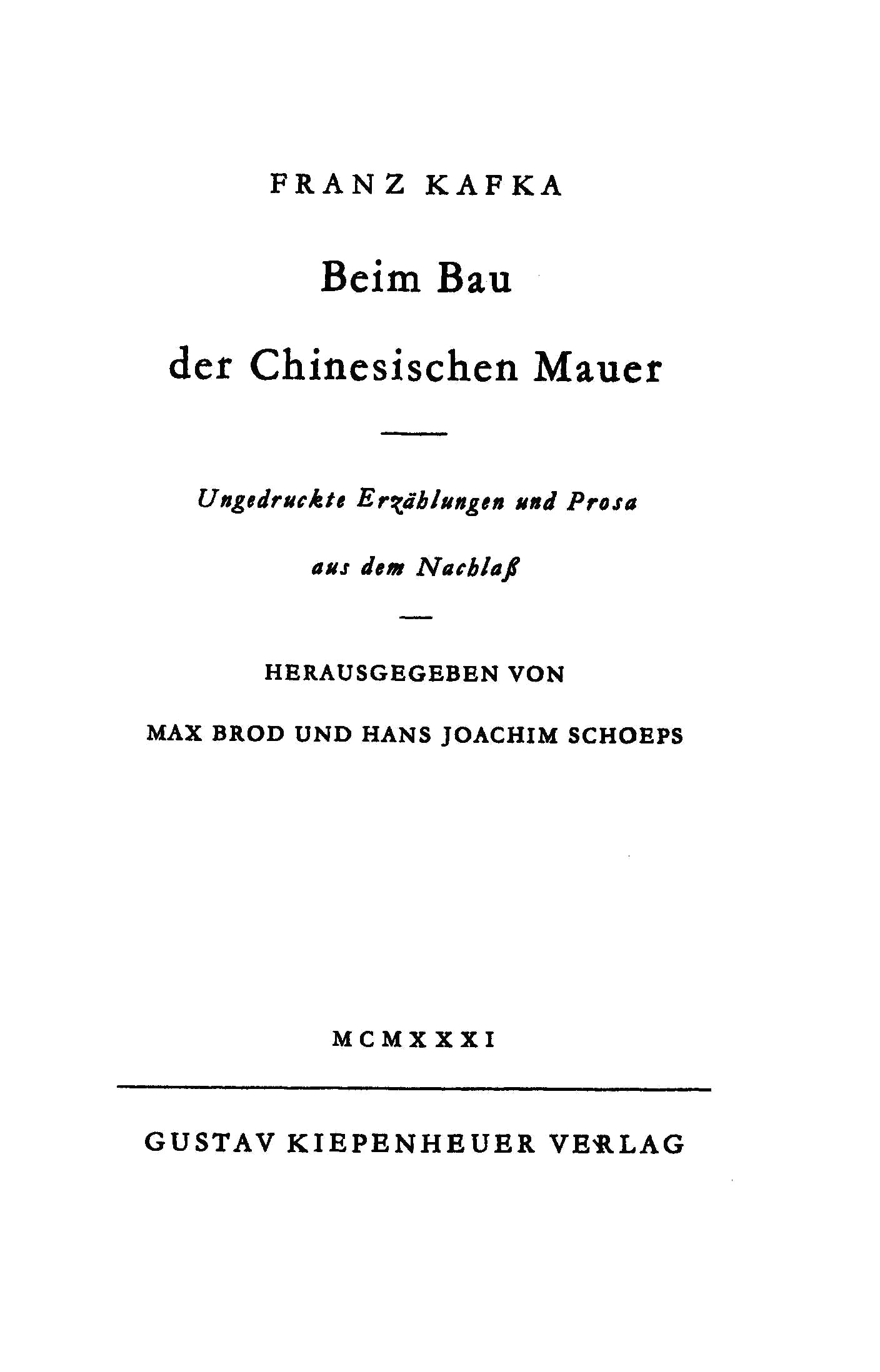
Prima pagină a volumului Beim Bau der Chinesischen Mauer (Gustav Kiepenheuer Verlag, Berlin, 1931).

Povestirea „Podul” a fost scrisă în perioada decembrie 1916 - ianuarie 1917 când Kafka locuia în căsuța de pe Alchimistengasse nr. 22 (actuala Zlatá ulička) din Praga, împreună cu sora lui, Ottla, și separat de părinții lui. Acea perioadă marchează o nouă fază de creativitate literară a lui Kafka în care au fost scrise, printre altele, majoritatea povestirilor incluse ulterior în volumul Ein Landarzt: Kleine Erzählungen (Kurt Wolff Verlag, München/Leipzig, 1919). Autorul lucra intens, iar perioada decembrie 1916 - aprilie 1917 poate fi considerată deosebit de productivă sub aspect literar, fiind scrise atunci multe alte povestiri.
Manuscrisul acestei povestiri se află în caietul B al Oktavhefte, fiind primul text scris acolo. Prietenul autorului, Max Brod, i-a dat titlul „Podul” și a publicat-o postum în volumul Beim Bau der Chinesischen Mauer tipărit în 1931 de Gustav Kiepenheuer Verlag din Berlin (pp. 57-58), alături de alte 20 de povestiri și de o postfață („Nachwort”). Povestirea a fost publicată ulterior în volumul 5 al ediției de „Gesammelte Schriften” (Scrieri alese) îngrijită de Max Brod, ce a purtat titlul Beschreibung eines Kampfes: Novellen, Skizzen, Aphorismen aus dem Nachlaß (H. Mercy Sohn, Praga, 1936).

## Analiza textului
Textul povestirii conține un exemplu de metaforă „absolută”, element comun scrierilor parabolice și aforistice ale lui Kafka din acea perioadă de creație. Un narator la persoana I prezintă întâmplări petrecute în trecut, fără a oferi nici o explicație sau a-și exprima propria uimire cu privire la aspectul său straniu: un pod omenesc care se întinde deasupra unei prăpastii, amestec între o construcție tehnică și o ființă umană. Modul de exprimare – diferit de stilul de obicei neafectat-factual al lui Kafka – este aici mai degrabă emoțional, aproape patetic.
Podul se descrie ca având componente asemănătoare cu părțile fizice ale omului sau cu părți ale vestimentației: mâini, picioare, păr și haine (pulpane ale veșmântului), fiind marcat de tensiunile acestei ambivalențe (om-pod). Din punct de vedere sexual, el este hermafrodit, având trăsături atât masculine, cât și feminine, ceea ce-i complică natura ambiguă. De asemenea, punctul de vedere asupra mediului înconjurător este unul omenesc. Podul simte un atașament față de prima ființă care va călca pe el, dorind să-l îmbărbăteze și să-l protejeze; cu toate acestea, sarcina de a fi pod este una dificilă. Termenii „rigid și rece”, „trebuiam să aștept”, „gândurile mi se învălmășeau confuze” întăresc această impresie. Simpatia față de drumeț este prost răsplătită. Acesta sare cu brutalitate pe pod, fără să știe nimic despre sentimentele umane ale podului. 
Această condiție dublă este instabilă: ființele umane experimentează durerea, curiozitatea și, din când în când, nevoia de a se întoarce, în timp ce podurile nu. Trăirea acestor senzații ar intra în contradicție cu natura podului: „nici un pod, odată ridicat, nu poate înceta să fie pod”. Podul din această povestire se întreabă cu privire la natura drumețului. Sunt mai multe variante posibile care merg de la un „copil” până la un „individ cu porniri distructive”. Pentru a obține un răspuns și deci o perspectivă universală, podul se întoarce, comentând el însuși uimit, dar și cu o oarecare autoironie: „Un pod, să se răsucească?”. Întoarcerea îi schimbă natura de pod, conferindu-i o natură umană, muritoare: „nici n-am apucat bine să fac mișcarea, că am și început să cad și într-o clipită am fost destrămat”. Podul se prăbușește, dar distrugerea nu este cauzată de drumeț, ci de căutarea cunoașterii. Nu se știe ce i se întâmplă drumețului, dar este probabil ca el să cadă în prăpastie odată cu podul distrus. Întorcându-se, podul nu află nimic despre drumeț, dar își găsește în schimb propria moarte.
Situația podului este una paradoxală: el unește două margini ale unei prăpastii, dar este construit pe un teritoriu încă neexplorat, astfel că necesitatea sa este neclară. Fiind izolat, el nu a transportat niciodată pe nimeni de pe o margine pe alta, iar atunci când primul drumeț încearcă să traverseze el nu funcționează ca un pod și se  prăbușește în prăpastia stâncoasă.
Ultima frază a povestirii creează o senzație de înfiorare. Podul este „străpuns de rocile ascuțite ce întotdeauna mă priviseră atât de pașnic din iureșul torentului”. În timpul lungii și deprimantei așteptări podul a găsit o anumită liniște privind pietrele din torentul ce curgea dedesubt și chiar ele au fost cele care l-au distrus.

## Interpretări
Această bucată de proză a fost prezentată și interpretată destul de puțin de critica de specialitate. Există aici referiri la ale povestiri ale lui Kafka în care apar ființe mixte, de obicei un amestec de om și animal sau de alte două ființe, precum „Metamorfoza”, „Investigațiile unui câine”, „O dare de seamă către o Academie” sau „Divertisment”. Tema morții și cunoașterii este tratată de Kafka, de exemplu, în povestirea parabolă „În fața legii”. Povestirea Un vis se termină, de asemenea, cu căderea fatală a protagonistului într-un abis, care este de fapt propriul mormânt.
Pornind de la considerarea metaforei ca un pod care unește două entități diferite, povestirea „Podul” a fost citită deseori ca o meditație autoreflexivă a lui Kafka cu privire la limbajul figurativ, mai ales cu privire la metafore. Utilizarea acestei figuri de stil este notorie în scrierile kafkiene. „Podul” conține o alegorie comunicativă, deoarece naratorul, descriindu-și corpul ca fiind un pod întins peste o prăpastie, devine, din perspectiva teoriei comunicării, canalul prin care circulă un mesaj codat de la emițător către receptor. Astfel, o mare parte a acestei ficțiuni kafkiene descrie modul în care informația (sau cunoașterea, în general), purtată de călători sau mesageri, ar putea traversa spațiul dintre locul de expediție și locul de destinație. Limbajul metaforic folosit de autor nu reușește să transmită cu claritate semnificațiile dorite, făcând ca această parabolă să semene cu alte parabole kafkiene, în special cu povestirea „Despre simboluri” („Von den Gleichnissen”) în care cititorii, deși îndemnați să „traverseze”, nu găsesc un pod care să le permită să intre pe „tărâmul aluziei figurative, al parabolei și al metaforei”.
Primele interpretări critice ale imaginii paradoxale a podului uman nefuncțional au fost puse în legătură cu situația de viață a lui Kafka după despărțirea de Felice Bauer. Cunoscând viața autorului povestirii, modul de formulare a povestirii exprimă clar starea lui de nefericire. El se simțea captiv într-o situație neplăcută. A încercat să-și facă datoria cu conștiinciozitate, fără a reuși să-și transforme profesia în înclinație, și se simțea nimicit de oameni. Este foarte probabil ca bine-cunoscutele nemulțumiri existente în viața lui Kafka – activitatea monotonă și nefertilă de jurist, relația cu tatăl său sau cu logodnica sa – să fie fundalul întâmplării relatate. Privită în această optică, „Podul” poate fi considerată o meditație asupra neputinței integrării într-o comunitate socială sau ca o reprezentare generală a unei dileme existențiale referitoare la efectul distrugător al oricărei acțiuni umane.
Interpretările recente s-au concentrat mai mult pe ambiguitatea genului, identificând aluzii sexuale determinate de interacțiunea dintre pod - care este desemnat în limba germană printr-un substantiv de genul feminin („die Brücke”) - și drumețul bărbat care îl traversează. Împungerea podului cu bastonul de către drumeț este o aluzie la actul sexual. O astfel de interpretare a fost subliniată de Vivian Liska (profesoară de literatura germană și directoare a Institutului de Studii Evreiești al Universității din Anvers) în studiul „Kafka und die Frauen” din monografia kafkiană coordonată de cercetătorii Bettina von Jagow și Oliver Jahraus de la Universitatea Ludwig-Maximilian din München. În această abordare podul este femeia care-și așteaptă eroul predestinat. Are loc un viol dureros. Ea se întoarce – precum soția lui Lot – și-l trage pe cel violent în abis. Actul sexual este reprezentat în universul kafkian ca un moment violent care produce mai degrabă autodistrugere decât plăcere și reproducere.

## Traduceri
Povestirea „Podul” a fost tradusă în mai multe limbi străine. Prima traducere în limba engleză a fost realizată de soții Edwin și Willa Muir și publicată în 1933 în volumul The Great Wall of China and Other Pieces, editat la Londra de Martin Secker (reeditat în 1946 de editura Secker and Warburg din Londra) și apoi în SUA în volumul de povestiri The Great Wall of China. Stories and Reflections, tipărit în 1946 de editura Schocken Books din New York în 1946.
În decursul timpului povestirea a fost tradusă și în alte limbi străine: suedeză („Bron”, în revista Ord och bild, anul XLVII (1939); traducere de Johannes Edfelt; republicată în 1940 în vol. Hopplöst..., editat de Bonnier din Stockholm, în 1959 în vol. Berömda tyska berättare, editat de Folket i bild din Stockholm, în 1964 în vol. Dikter och dokument, editat de Piccolo din Stockholm, și în 1975 în vol. Prosastycken, editat de Wahlström & Widstrand din Stockholm), daneză („Broen”, în vol. Helhesten, I kommission hos Athenaeum, Copenhaga, 1941, p. 64; traducere de Asger Jorn), franceză („Le pont”, în Cahier Deux, iulie 1936, pp. 12-18, traducere de Henri Parisot; o altă traducere a fost realizată de Jean Starobinski și publicată în 1945 sub titlul „Le Pont”, mai întâi în vol. Lettres. L'Existentialisme, tipărit la Geneva, apoi în același an vol. La Colonie pénitentiaire. Nouvelles suivies d’un Journal intime, tipărit de Librairie de l'Université de Fribourg), italiană („Il ponte”, în revista Host do domu, Veneția, 1954; traducere de Oddone Longo), ebraică („Histaklut”, în revista Ha-Poel Ha-Tzair, anul L (1957), nr. 49, pp. 18-19; traducere de Moshe Ben Menahem), cehă („Most”, în revista Literární noviny, anul XII (1963), nr. 27, p. 7; traducere de Zdeněk Lorenc), coreeană („Dari”, în vol. Chiburo Kanun Kil, Minumsa, Seul, 1984, p. 64; traducere de Young-Ae Chun), bulgară („Most”, în revista Vek 21, Sofia, 1990, nr. 25, p. 7; traducere de Zdravko Hatibov), rusă („Most”, în vol. Zamok. Roman, rasskazî, pritci, RIF, Moscova, 1991; traducere de Solomon Apt; reeditată în 1993 în vol. Rasskazî, tipărit de editura Severo-Zapad din Sankt Petersburg; o altă traducere a fost efectuată de Gherbert Notkin și publicată în 2001 în vol. Malaia proza. Drama, tipărit de editura Amfora din Sankt Petersburg) etc.
Prima traducere în limba română a povestirii „Podul” a fost realizată de Nicolae Popescu și publicată în 1967 în revista Astra din Brașov (anul VII, p. 20). În anii următori au mai apărut alte două traduceri: o traducere efectuată de Dumitru Țepeneag a fost publicată în 1968 în revista Cronica din Iași (anul V, p. 12) și o altă traducere efectuată de Viorica Mircea a fost publicată în anul 1987 în antologia de proză fantastică Trenul de noapte (pp. 207-208), tipărită de Editura ASTRA din Brașov.